# Leisel
Leisel település Németországban, Rajna-vidék-Pfalz tartományban. Lakosainak száma 534 fő (2023. december 31.).

## Népesség
A település népességének változása:
| Lakosok száma | 556  | 533  | 530  | 530  | 525  | 534  |
|               | 1975 | 2017 | 2019 | 2021 | 2022 | 2023 |